# بادخورکیان آمریکایی
بادخورکیان آمریکایی (به لاتین: Cypseloidinae) یک زیرتیره از تیرهٔ بادخورکان است و دارای سرده‌های زیر است:
- سردهٔ آوندوارها
- سردهٔ بادخورک‌های طوق‌دار